# Perot Systems
La Perot Systems è una società statunitense attiva nel campo dell'informatica con sede a Plano, in Texas. Fu fondata nel 1988 dal miliardario texano Ross Perot. L'azienda è una delle più grosse del suo settore, con filiali negli Stati Uniti, in Europa, in India e in Messico. Nel 2008 ha aperto uffici anche in Cina. Nel 2009 è stata acquisita da Dell per 3,9 miliardi di dollari.